# Batalha de Vosges (58 a.C.)
A Batalha de Vosges foi travada entre a tribo germânica dos suevos, liderada por Ariovisto, e seis legiões romanas comandadas por Júlio César em 58 a.C. e foi a terceira maior batalha das Guerras Gálias. As tribos germânicas haviam cruzado o Reno para se assentar na Gália, mas a principal revolta na região ainda não havia iniciado, o que aconteceria somente em 52 a.C.
Ela tem este nome por ter se realizado perto da cordilheira dos Vosges, na Gália Lugdunense.

## Contexto
Antes da batalha, César e Ariovisto haviam tentado conversar, mas a cavalaria sueva atirou contra a cavalaria romana. César encerrou as negociações, mas instruiu seus homens para que não revidassem para evitar que os suevos alegassem terem sido atraídos a uma armadilha ao aceitar negociar.

## Batalha
César avançou com suas forças numa formação tradicional de três linhas. Ao perceber que a esquerda germânica era o flanco mais frágil na linha de frente inimiga, ele concentrou suas forças ali. Os suevos atacaram perfilados em diversas colunas que se moviam tão rápido que não houve tempo para que os romanos lhes atirassem seus pilos e logo a batalha se transformou num combate corpo-a-corpo com espadas. Depois de uma dura luta, a esquerda germânica finalmente cedeu.
No outro flanco, a esquerda romana quase cedeu sob a intensa pressão, mas foi reforçada por Públio Licínio Crasso, o filho de Marco Licínio Crasso, que morreria em combate contra os partas na Batalha de Carras. Comandando a cavalaria reserva, Crasso conseguiu contornar o campo de batalha e, ao perceber o flanco esquerdo em perigo, atacou, primeiro contendo e depois rompendo a a linha de ataque germânica.
Sob pressão em ambos os flancos, os guerreiros germânicos começaram a fugir para o Reno com os romanos em perseguição. No percurso, de pouco mais de 24 quilômetros, os suevos sofreram pesadas perdas. Ariovisto fugiu para além do Reno e jamais cruzaria esta fronteira novamente.

## Resultado
César conseguiu assegurar a Fronteira da Germânia pelo menos por algum tempo, mas o general romano não interrompeu a perseguição. Depois de construir uma ponte sobre o Reno em apenas 10 dias, ele perseguiu as forças germânicas até a Germânia.

### Fonte primária
- Júlio César, "De Bello Gallico", ISBN 0-14-044433-5, traduzido para o inglês por S. A. Handford e revisado por Jane F. Gardner